# NGC 2251
NGC 2251 ist ein galaktischer Offener Sternhaufen vom Trumpler-Typ III2p im Sternbild Monoceros nördlich des Himmelsäquators. Er hat einen Durchmesser von 10 Bogenminuten und eine Scheinbare Helligkeit von 7,3 mag.
Entdeckt wurde das Objekt am 26. Dezember 1783 von William Herschel.